# Dog Days (曲)
「Dog Days」（ドッグ・デイズ）は、岡村靖幸の4枚目のシングル。1987年7月22日にEPIC・ソニーから発売された。

## 概要
両曲ともオリジナル・アルバム未収録。『早熟』等、ベスト盤のみ収録。
「Dog Days」は、ベスト盤（「早熟」「OH! ベスト」）収録分は、ボーカルを撮り直した新録バージョンであり、後に発売されたボックス・セット『岡村ちゃん大百科』には、「Dog Days」は未収録（MV集のDVDには収録）。よってオリジナルバージョンは、2021年現在まで未CD化（2ndアルバム『DATE』のプロモーション盤CDが2枚組仕様で、2枚目のCDシングルに本作2曲のオリジナルバージョンを収録）。
2番の歌詞「車の無い男には興味が無いわ 諦めて出直して勉強でもしてて」部分は「強い女の子のイメージ」。岡村の要望に、PSY・SのCHAKAが参加。
MVには神奈川県鎌倉市の鎌倉高校前駅の駅・踏切、江ノ電などが登場する。1987年広島サンプラザホールにて行われた「広島ピースコンサート」でも披露され、尾崎豊と共演。2番の歌詞を「車より愛してる僕に気づいて」と変えて披露。

## 収録曲
| 全作詞・作曲: 岡村靖幸、全編曲: 岡村靖幸・西平彰。 |                              |          |            |
| #                                                  | タイトル                     | 作詞     | 作曲・編曲 |
| 1.                                                 | 「Dog Days」                 | 岡村靖幸 | 岡村靖幸   |
| 2.                                                 | 「Shining （君がスキだよ）」 | 岡村靖幸 | 岡村靖幸   |

## 収録アルバム
| 曲名                     | 収録アルバム         | 備考           |
| ------------------------ | -------------------- | -------------- |
| Dog Days                 | 『早熟』             | 新録バージョン |
| Dog Days                 | 『OH! ベスト』       | 新録バージョン |
| Shining （君がスキだよ） | 『早熟』             |                |
| Shining （君がスキだよ） | 『岡村ちゃん大百科』 |                |